# Кеннет Кренем
Кеннет Кренем (англ. Kenneth Cranham; нар. 12 грудня 1944 (80 років)) — шотландський актор кіно, телебачення, радіо і театру.

## Акторська кар'єра
Кренем тренувався у Національному молодіжному театрі Великої Британії та RADA. Він знявся в головній ролі в популярній комедійній драмі 1980-х «Блиск Харві Муна». Він також з'явився в «Листковому торті», «Гангстер № 1», «Рим», «Олівер!» і багатьох інших фільмах. Відомий фанатам жанру жахів як ненормальний доктор Філіп Ченнард і його сенобітське альтер его у фільмі «Повсталий з пекла 2».

## Особисте життя
Кренем народився у Данфермліні, Файфі, Шотландії, в родині Маргарет Маккей Кренем (до шлюбу Фергюсон) і Рональда Кренема, англійського державного службовця. Його першою дружиною була акторка Даяна Квік. У нього дві дочки: Ненсі Кренем, від акторки Шарлотти Корнвелл, і Кетлін Кренем від другої дружини Фіони Вікторі.

## Фільмографія
- 1968 — Олівер!  / Oliver!  — Ной Клейпул
- 1972 — Брат Сонце, сестра Місяць / Brother Sun, Sister Moon — Паоло
- 1976 — Робін та Меріен / Robin and Marian — учень Джека
- 1986 — Загадка мерця / Dead Man's Folly — інспектор Бланд
- 1988 — Повсталий з пекла 2 / Hellbound: Hellraiser II — Філіп Ченнард
- 1991 — Книги Просперо / Prospero's Books — Себастьян
- 1997 — Боксер / The Boxer — Метт Магваєр
- 2000 — Кевін і Перрі покажуть всім / Kevin & Perry Go Large — Вікарій
- 2000 — Гангстер № 1 / Gangster No. 1 — Томмі
- 2000 — Народжений романтиком / Born Romantic — Барні
- 2004 — Травма / Trauma — констебль Джексон
- 2004 — Листковий торт / Layer Cake — Джиммі Прайс
- 2005 — Хороший рік / A Good Year — сер Найджел
- 2007 — Типу круті лягаві / Hot Fuzz — Джеймс Ріпер
- 2008 — Операція «Валькірія» / Valkyrie — фельдмаршал Вільгельм Кейтель
- 2010 — Зроблено в Дагенхемі / Made in Dagenham — Монті Тейлор
- 2011 — 5 днів у серпні / 5 Days of War — Майкл Стілтон
- 2013 — На межі сумніву / Suspension of Disbelief — Буллок
- 2014 — Геракл: Початок легенди / The Legend of Hercules — Луцій
- 2014 — Малефісента / Maleficent — король Генрі
- 2017 — Кінозірки не вмирають в Ліверпулі / Film Stars Don't Die in Liverpool — Джой Тернер
- 2019 — Гарет Джонс / Mr. Jones — Девід Ллойд Джордж
- 2019 — Державні таємниці / Official Secrets — Суддя Гаям

## Телебачення
- 1983 — Рейлі: Король шпигунів / Reilly, Ace of Spies — Ленін
- 1990 — Не апельсинами єдиними... / Oranges Are Not the Only Fruit — Пастор Фінч
- 1992 — Хроніки молодого Індіани Джонса / The Young Indiana Jones Chronicles — полковник Шмідт
- 1996 — Незнайомка з Вілдфел-Голу / The Tenant of Wildfell Hall — Преподобний Майкл Мілворд
- 1998 — «Наш спільний друг» / Our Mutual Friend — Сайлас Вегг
- 2001 — Делзіл і Пескоу / Dalziel and Pascoe — Томмі Коллінгвуд
- 2005 — Рим / Rome — Гней Помпей Великий (1 сезон)
- 2006 — Лінія краси / The Line of Beauty — сер Моріс Тіппер
- 2006 — Віртуози / Hustle — Френсіс Оуен
- 2006 — Доктор Мартін / Doc Martin — Террі
- 2008 — Міс Марпл Агати Крісті / Agatha Christie's Marple — Рекс Фортеск'ю
- 2008 — Мерлін / Merlin — Олфрік
- 2008 — Тесс з роду д'Ербервіллів / Tess of the D'Urbervilles — містер Клер
- 2009 — Іспанка: жертви пандемії грипу / Spanish Flu: The Forgotten Fallen — М. Дж. О'Лофлін
- 2010 — Суто англійські вбивства / Midsomer Murders — Джуд Ленгем
- 2013 — Смерть у раю / Death in Paradise — Отець Джон
- 2013—2014 — У плоті / In the Flesh - Вікарій Одді
- 2016 — Війна і мир / War and Peace — дядько Михайло
- 2017 — Біла принцеса / The White Princess — єпископ Джон Мортон